# Pétrole apocalypse
Pétrole apocalypse est un essai d'Yves Cochet publié aux éditions Fayard en 2005. 

## Thèse
L'auteur indique que le pic des découvertes de pétrole fut atteint dans les années 1960, et prévoit « la fin du pétrole bon marché » dans le monde avec l'avènement du pic de Hubbert pour l'année 2010 environ. Il avait déjà exposé cette théorie l'année précédente.[source secondaire nécessaire]
Parmi les conséquences de l'épuisement des réserves de pétrole, qu'il nomme « déplétion », citons :
- une hausse des prix du transport aérien,
- une hausse des prix du transport routier,
- une hausse des prix des marchandises transportées sur de longues distances,
- la disparition des principales entreprises françaises (PSA, Airbus...) dont les produits consomment du pétrole.

Il décrit trois chocs : un choc géologique avec la pénurie annoncée de pétrole, un choc économique avec l'augmentation des prix qui s'ensuit, un choc géopolitique concrétisé par la dissociation entre consommateurs et producteurs amenant un risque de conflit mondial.
C'est pourquoi il plaide pour une relocalisation de la production agricole plus proche des consommateurs, et il insiste sur la nécessaire sobriété que nous devons adopter dans notre mode de vie.

## Critiques
Certains ont considéré cet ouvrage comme le programme politique d'Yves Cochet, écrit en vue d'une candidature à l'élection présidentielle de 2007.
Plusieurs critiques ont été émises, notamment par Fabrice Flipo. La première est que l'argument du livre repose en grande partie sur le caractère non substituable du pétrole. Pourtant, on peut produire certains des carburants actuellement tirés du pétrole en les extrayant du charbon (procédé Fischer-Tropsch), certes à des prix supérieurs et avec une pollution et une demande énergétique accrues. Deuxièmement, très peu de choses sont exposées dans ce livre sur l'urgence climatique. Enfin, il n'y a pas de prise en compte des inégalités entre les êtres humains.
Au sein même des Verts, plusieurs responsables déplorent sa vision apocalyptique : Dominique Voynet regrette un « message culpabilisateur » et Noël Mamère fait le constat d'un « discours catastrophiste » qui n'apporte aucun espoir.
En 2019, Yves Cochet reconnait qu'il s'est trompé dans ce livre en annonçant la fin du pétrole bon marché quinze ans trop tôt.